# No Name (Kolorado)
No Name – CDP w hrabstwie Garfield, Kolorado, USA. Miejscowość liczy 123 mieszkańców i leży nad potokiem o tej samej nazwie, który w tym miejscu wpada do rzeki Kolorado. Nieopodal znajduje się zjazd nr 119 z autostrady nr. 70 oraz tunel o nazwie No Name. Znak informujący o zjeździe z autostrady jest widoczny w jednej ze scen w filmie "Znikający punkt".